# Лондонско споразумение
Лондонското споразумение за промяна на Санстефанския договор от 18/30 май 1878 г. (за кратко Лондонското споразумение, на руски: Соглашение между Россией и Великобританией об изменении Сан-Стефанского договора) е тайно дипломатическо споразумение между Русия и Великобритания, част от подготовката за Берлинския конгрес.
Лондонското споразумение е сключено в продължение на политиката на Русия на Балканите преди, по време и след приключване на Руско-турската война. То е предхождано от сключените между Русия и Австро-Унгария също тайни Райхщатско споразумение от 1876 г. и от Будапещенска конвенция от 1877 г.
Резултат е от преговорите между дипломатите граф Павел Шувалов и Робърт Гаскойн-Сесил. Публикувано е 24 часа след подписването му от английския вестник „Глоуб“. Урежда противоречията между Русия и Великобритания на основата на изменение на предварителния Санстефански договор между Русия и Османската империя. Към преговорите се пристъпва по инициатива на руското правителство след Райхщатското споразумение между Руската империя и Австро-Унгария. Според споразумението от българските земи между Дунав и Стара планина трябва да бъде създадено Княжество България, васално на Високата порта и с политическа автономия, но фактически под руска протекция; територията между Стара планина и Родопите да бъде организирана като автономна област под името Източна Румелия с широка автономия в състава на Османската империя; останалите български земи получават реформи като обикновени провинции на империята; Южна Бесарабия се отнема от Румъния и се дава на Руската империя в замяна на Северна Добруджа, призната за българска от Великите сили. Батум и Карс се предават на Руската империя. Въпросите, по които не се постига съгласие, имат второстепенен характер, остават за решаване в хода на предстоящия Берлински конгрес. Основен такъв въпрос е за заемане билото на Стара планина от османски гарнизон.
Споразумението в значителна степен предрешава работата на Берлинския конгрес и става основа на Берлинския договор.
Лондонското споразумение е публикувано за първи път през 1952 г. в изданието "Сборник договори на Русия с други държави ((1856 – 1917), стр. 176 – 180.

### Меморандум № 1
1. Англия отхвърля деленето на България по меридиана, като Русия няма да настоява на промяна.
2. На юг България ще бъде разграничена така, че да няма излаз на Егейско море.
3. Западните граници на България ще бъдат коригирани, така че да не включват в себе си небългарско население, примерно на изток от линията Косовска Митровица – Серес).
4. България ще бъде разделена на две провинции – едната от тях, на север от Балкана, ще получи автономия под княжеско правителство, а другата – на юг от Балкана, ще получи широка административна автономия с губернатор-християнин, назначаван в съгласие с Европа.
5. Руският император отдава особено значение в Южна България да няма турска армия. Лорд Солсбъри е съгласен, при условие, че руският император няма да възразява, ако турските войски имат право да влизат в южната провинция, за да се възпротивят на въстание или нахлуване от друга страна.
6. Британското правителство иска и Русия се съгласява висшите постове в милицията в Южна България да бъдат назначавани от Високата порта в съгласие с Европа.

Останалите точки на споразумението са свързани с уреждането на въпроси около Гърция, Армения и Бесарабия.

### Меморандум № 2
Уточнява се, че освен точките по предходния Меморандум, британското правителство си оставя правото да отстоява позициите си и по следните въпроси:
- Да изисква участието на Европа в административното устройство на двете български провинции.
- Да обсъди продължителността и характера на руската окупация на България.
- Бъдещето наименование на южната провинция.

Останалите точки са свързани с достъп до Проливите, Дунав и др.